# Atrato
Atrato é um município da Colômbia, localizado no departamento de Chocó.